# Миронова, Мария Андреевна

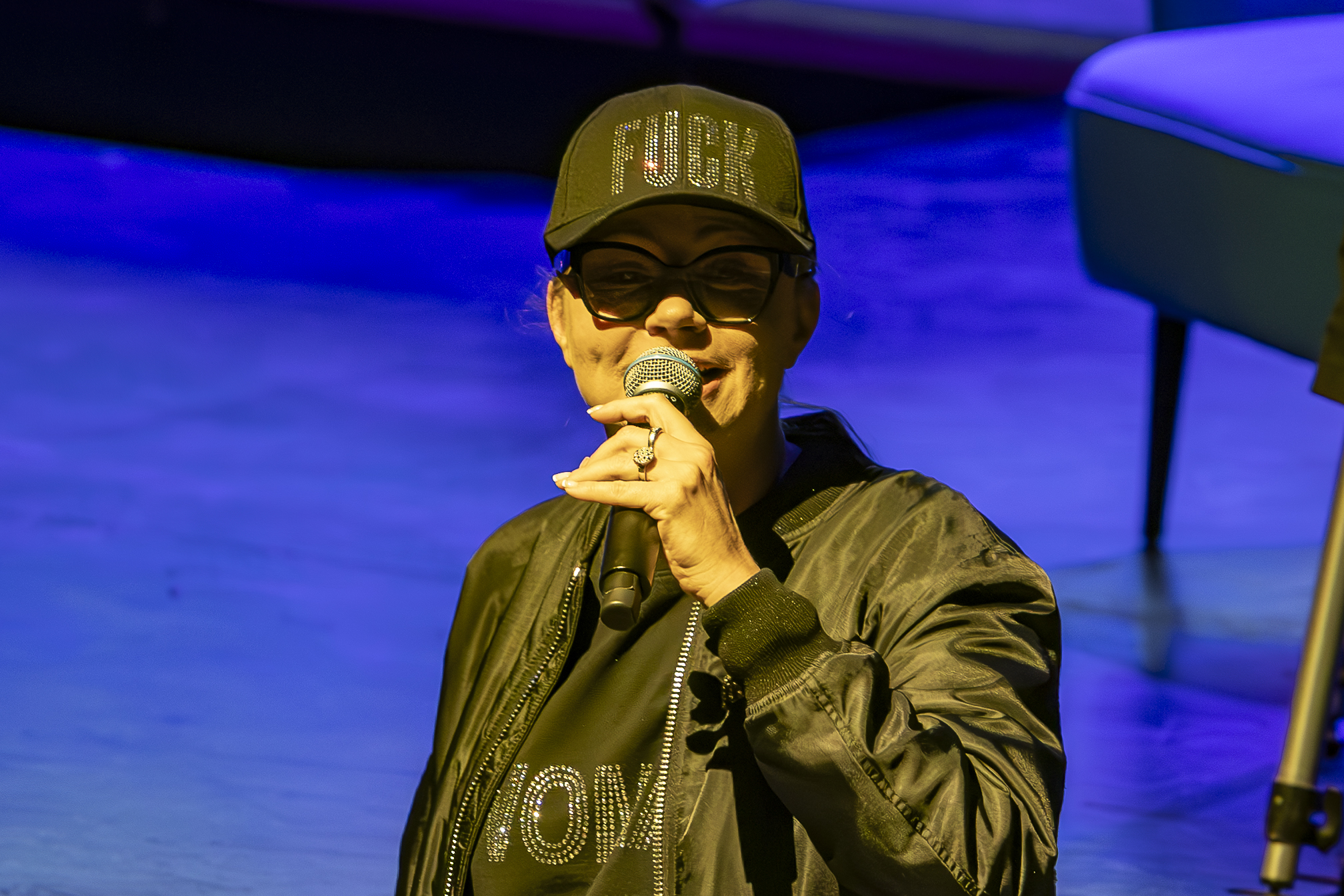
Мария Миронова в постановке Woman (Израиль, 2025)

Мари́я Андре́евна Миро́нова (род. 28 мая 1973, Москва, СССР) — советская и российская актриса театра, кино и дубляжа, продюсер, народная артистка Российской Федерации (2020), лауреат премий «Золотая маска» (2007) и «Хрустальная Турандот» (2015). Президент и соучредитель благотворительного фонда поддержки деятелей искусства «Артист». Актриса Московского государственного театра «Ленком» (1997—2023).
Дочь советских актёров Андрея Миронова (1941—1987) и Екатерины Градовой (1946—2021).

## Биография
Родилась 28 мая 1973 года в Москве в семье актёров Андрея Миронова и Екатерины Градовой. В детстве Мария дебютировала в кино в фильме режиссёра Станислава Говорухина «Приключения Тома Сойера и Гекльберри Финна», где сыграла роль Бекки Тэтчер.
Существует легенда, что Миронова впервые появилась на экране в телефильме «Семнадцать мгновений весны» в роли новорождённого сына радистки Кэт (её сыграла Екатерина Градова). На самом деле, сцены с грудничком были отсняты ещё в 1971 году, а картина была завершена осенью 1972 года, когда Градова была на третьем месяце беременности. Сама Мария Миронова также опровергает этот факт.
После окончания средней школы № 113 (теперь № 1113) в Дегтярном переулке поступила в Высшее театральное училище имени Б. В. Щукина. В 1993 году, после рождения сына Андрея, перевелась во ВГИК на курс Михаила Андреевича Глузского.
По окончании ВГИКа в 1996 году получила приглашение играть в театре «Школа современной пьесы», но выбрала театр «Ленком», в котором служила с 1997 по 2023 год. Дебютировала в таких спектаклях, как «Безумный день, или Женитьба Фигаро» (Фаншетта), «Две женщины» (Верочка), «Город миллионеров», «Варвар и еретик», «Укрощение укротителя», «Визит дамы», «Тартюф». Также играла роли в спектаклях режиссёра Андрея Жолдака — «Чайка», «Федра», «Кармен».
Актриса регулярно снимается в кино. Фильм Павла Лунгина «Свадьба», в котором Мария исполнила главную женскую роль, участвовал в конкурсной программе Канского кинофестиваля и удостоен приза за лучший актёрский ансамбль.
В 2021 году в прокат вышла военная драма «Небо», в которой Миронова исполнила роль жены главного героя — подполковника Олега Сошникова.

### Общественная деятельность
С 2008 года соучредитель и президент Фонда поддержки деятелей искусства «Артист». С 2008 года входит в состав арт-дирекции Фестиваля «Территория».
Член Общественной палаты Москвы (2013). На выборах мэра Москвы 2013 и 2018 годов — доверенное лицо кандидата Сергея Собянина.

### Семья
Отец — Андрей Миронов (1941—1987), актёр, народный артист РСФСР (1980).
Дед по отцу — Александр Менакер (1913—1982). Бабушка по отцу — Мария Миронова-старшая (1911—1997), актриса, народная артистка СССР (1991).
Мать — Екатерина Градова (1946—2021), актриса, заслуженная артистка РСФСР (1983).
Дед по матери — Георгий Градов (1911—1984), архитектор. Бабушка по матери — Раиса Градова (1923—2011), актриса.
Тётя — Ольга Георгиевна Градова (Стрыгина) (род. 1938). Дядя — Кирилл Ласкари (1936—2009), артист балета, балетмейстер, заслуженный деятель искусств РФ (2002).
Двоюродный брат — Кирилл (Кира) Ласкари (род. 11 августа 1977), экс-креативный директор агентства Arc WW Russia, экс-директор по маркетингу и промо телеканала «Пятница!» (2013—2017), экс-генеральный директор телеканала CTC Love (2017—2019), экс-директор по управлению брендами «Национальной Медиа Группы» (2019—2022).
Названный брат Алексей.

#### Личная жизнь
Первый муж — Игорь Удалов (род. 3 мая 1964) — бизнесмен от телевидения, президент телекомпании World Fashion Channel. Сын Андрей Миронов-Удалов (род. 4 июня 1992) — актёр театра «Ленком Марка Захарова».
Второй муж — Дмитрий Клоков (род. 10 октября 1977), советник президента РАН на общественных началах.
Третий муж — Алексей Макаров (род. 15 февраля 1972), актёр, сын Любови Полищук. Отношения начались 1 ноября 2011 года, расстались супруги осенью 2012 года, а расторгли брак официально только 2 июля 2013 года (Миронова, в отличие от Макарова, этот брак отрицает).
Четвёртый муж — Андрей, директор по развитию российско-японской компании, занимающейся медицинскими технологиями. Сын Фёдор Миронов (род. 30 сентября 2019).

## Творчество

### Роли в театре

#### Ленком
- «Две женщины» — Верочка
- «Плач палача» — актриса Эвридика
- «Варвар и еретик» (по роману Ф. М. Достоевского «Игрок»). Режиссёр: Марк Захаров — мадемуазель Бланш
- «Город миллионеров» (сценическая фантазия на темы пьесы Эдуардо Де Филиппо «Филумена Мартурано», в новой редакции)
- «Укрощение строптивой» — Катерина
- «Безумный день, или Женитьба Фигаро» Бомарше — Фаншетта
- «Тартюф» Мольера — Эльмира
- «Визит дамы» Фридриха Дюрренматта — Клара Цаханассьян
- 2009 — «Шут Балакирев» — Екатерина Алексеевна, императрица Российская (ввод)
- 2014 — «Борис Годунов» — Марина Мнишек

#### Государственный театр наций
- «Опыт освоения пьесы „Чайка“ системой Станиславского» — Нина Заречная
- 2006 — «Федра. Золотой колос». Режиссёр: Андрей Жолдак — Федра / Вера Ивановна Павлова
- «Кармен. Исход». Режиссёр: Андрей Жолдак — Кармен
- «Калигула» — Цезония

### Фильмография
| Год  |     | Название                                   | Роль                                                        |
| ---- | --- | ------------------------------------------ | ----------------------------------------------------------- |
| 1981 | тф  | Приключения Тома Сойера и Гекльберри Финна | Бекки Тэтчер                                                |
| 2000 | ф   | Русский бунт                               | Харлова                                                     |
| 2000 | ф   | Свадьба                                    | Таня Симакова                                               |
| 2002 | ф   | Олигарх                                    | Маша                                                        |
| 2002 | с   | Ледниковый период                          | Люба                                                        |
| 2002 | с   | Главные роли                               | Ирина Коломийченко                                          |
| 2003 | ф   | Теория запоя                               | «Русалка»                                                   |
| 2003 | кор | Зима. Весна                                | претендентка №9                                             |
| 2004 | ф   | Посылка с Марса                            | Наталья Стрельникова                                        |
| 2004 | ф   | Ночной Дозор                               | Ирина, мать Егора                                           |
| 2005 | с   | Гибель империи                             | Елена Ивановна (Лёля) Сабурова                              |
| 2005 | ф   | Статский советник                          | Жюли                                                        |
| 2005 | с   | Битва за космос                            | Нина Королёва                                               |
| 2006 | ф   | Дневной Дозор                              | Ирина, мать Егора                                           |
| 2006 | с   | Девять месяцев                             | Настя                                                       |
| 2008 | ф   | Дедушка в подарок                          | Серафима                                                    |
| 2008 | ф   | Тринадцать месяцев                         | Наталья                                                     |
| 2008 | ф   | Качели                                     | Таня                                                        |
| 2008 | ф   | Никто, кроме нас                           | Наташа                                                      |
| 2009 | ф   | Москва, я люблю тебя!                      | Королёва                                                    |
| 2009 | ф   | Снайпер: Оружие возмездия                  | Маша Гусева                                                 |
| 2009 | ф   | Желание                                    | Вера, сестра Валентины                                      |
| 2010 | ф   | Человек с бульвара Капуцинок               | Маша, внучка мистера Фёста                                  |
| 2010 | с   | Робинзон                                   | Зоя Робертсон                                               |
| 2010 | ф   | Каденции                                   | Валя, переводчица                                           |
| 2011 | с   | Измена                                     | Наташа                                                      |
| 2011 | ф   | Шут Балакирев                              | императрица Екатерина Алексеевна                            |
| 2012 | ф   | Вождь разнокожих                           | мама                                                        |
| 2012 | ф   | Личное дело майора Баранова                | Екатерина                                                   |
| 2012 | ф   | Тройная жизнь                              | Лера Брусина                                                |
| 2013 | ф   | Три мушкетёра                              | королева Анна Австрийская                                   |
| 2013 | ф   | Апофегей                                   | Надежда Печерникова                                         |
| 2013 | с   | Крик совы                                  | Нина Каверина                                               |
| 2014 | с   | Сын                                        | Настя                                                       |
| 2014 | с   | Следователь Тихонов                        | Маргарита Павловна Ушакова, судмедэксперт                   |
| 2015 | с   | Родина                                     | Елена, жена Брагина                                         |
| 2016 | ф   | Землетрясение                              | Анна Бережная                                               |
| 2016 | с   | Садовое кольцо                             | Вера Смолина                                                |
| 2017 | ф   | О любви                                    | Тамара, жена банкира Сергея Андреевича                      |
| 2017 | ф   | Салют-7                                    | Нина, жена командира экипажа «Союз Т-13» Владимира Фёдорова |
| 2017 | с   | Доктор Рихтер                              | юрист и бывшая гражданская жена Рихтера Станислава          |
| 2017 | ф   | Сын                                        | Анастасия Куусинен                                          |
| 2019 | ф   | Громкая связь                              | Ева                                                         |
| 2019 | ф   | Миллиард                                   | клиентка банка                                              |
| 2019 | ф   | Робо                                       | Надя                                                        |
| 2019 | ф   | Холоп                                      | Анастасия, телепродюсер                                     |
| 2019 | ф   | В шаге от рая                              | Полина                                                      |
| 2020 | ф   | Обратная связь                             | Ева                                                         |
| 2020 | ф   | Игры шпионов                               | Вера                                                        |
| 2021 | ф   | Love                                       | Ольга                                                       |
| 2021 | ф   | Небо                                       | Гелена Сошникова                                            |
| 2021 | с   | Инсомния                                   | Дина                                                        |
| 2022 | ф   | Мой папа — вождь                           | Зина                                                        |
| 2022 | с   | Гид                                        | Женя                                                        |
| 2022 | ф   | Кукольник                                  | мама                                                        |
| 2022 | ф   | Родитель                                   | Карина                                                      |
| 2022 | с   | Монастырь                                  | Патрикея                                                    |
| 2023 | ф   | Осьминог                                   | Наталья                                                     |
| 2023 | с   | Сама виновата?                             | Мари                                                        |
| 2024 | ф   | Холоп 2                                    | Анастасия, телепродюсер                                     |
| 2024 | с   | Постучись в мою дверь в Москве             | Татьяна Полякова                                            |

## Награды и премии
- 1998: лауреат премии имени Евгения Леонова
- 2000: обладатель приза Веры Холодной за исполнение главной роли в фильме «Свадьба»
- 2000: лауреат конкурса газеты «Комсомольская правда» «Лица года» в номинации «Актриса года»
- 2005: номинант на национальную кинопремию «Золотой орёл», лучшая женская роль второго плана (Жюли, «Статский советник»)
- 2006: почётное звание «Заслуженный артист Российской Федерации»[41]
- 2006: лауреат премии Центрального Дома актёра имени А. А. Яблочкиной «Актёрская удача» за роль Федры / Веры Ивановны в спектакле Государственного театра наций «Федра. Золотой Колос»
- 2007: обладатель приза газеты «Московский комсомолец» за исполнение роли Федры в спектакле «Федра. Золотой Колос»
- 2007: лауреат российской национальной театральной премии «Золотая Маска» в номинации «Лучшая женская роль» за роль Федры в спектакле «Федра. Золотой колос»[42]
- 2007: лауреат премии российских деловых кругов «Кумир» в номинации «Лучшая актриса года»
- 2008: лауреат премии «Звезда театрала» — «Лучшая актриса пятилетия» по версии журнала «Театрал»[43][44]
- 2011: лауреат российской национальной актёрской премии имени Андрея Миронова «Фигаро»
- 2015: номинант на национальную кинопремию «Золотой орёл», лучшая женская роль в сериале «Крик совы»
- 2015: лауреат высшей театральной премии Москвы «Хрустальная Турандот» за лучшую женскую роль сезона (Марина Мнишек, спектакль «Борис Годунов», театр «Ленком»)
- 2019: Номинант российской национальной телевизионной премии ТЭФИ за лучшую женскую роль в сериале «Садовое кольцо».
- 2020: Номинант национальной премии «Золотой орёл» за лучшую женскую роль второго плана в фильме «Громкая связь».
- 2020: почётное звание «Народный артист Российской Федерации»